# Margret
Margret oder Margrét ist ein weiblicher Vorname.

## Herkunft und Bedeutung
Margret ist eine Form von Margarete und ist im deutschsprachigen Raum verbreitet.

## Namensträgerinnen
- Margret Boveri (1900–1975), deutsche Journalistin
- Margret Dietrich (1920–2004), österreichische Theaterwissenschaftlerin
- Margret Diwell (* 1951), deutsche Rechtsanwältin, Präsidentin des Verfassungsgerichtshofes des Landes Berlin
- Margret Dünser (1926–1980), österreichische Journalistin
- Margret Eicher (* 1955), deutsche Künstlerin
- Margret Friedrich (* 1954), deutsche Historikerin und Vizerektorin
- Margret Fusbahn (1907–2001), Schweizer Flugpionierin
- Margret Göbl (1938–2013), deutsche Eiskunstläuferin
- Margret Gottschlich (* 1948), deutsche Politikerin (SPD)
- Margret Grewenig (* 1955), deutsche Goldschmiedin und Schmuckdesignerin
- Margret Gromann (* dert), westfälische Sprachforscherin und Regiolektschriftstellerin
- Margret Hafen (* 1946), deutsche Skirennläuferin
- Margret Hagerup (* 1980), norwegische Politikerin
- Margret Härtel (* 1943), deutsche Politikerin (CDU)
- Margret Heinemann (1883–1968), deutsche Klassische Archäologin
- Margret Heitmann (* 1948), deutsche Pädagogin und wissenschaftliche Mitarbeiterin
- Margret Hofheinz-Döring (1910–1994), deutsche Malerin
- Margret Hölle (1927–2023), deutsche Lyrikerin und Erzählerin
- Margret Homeyer (1927–2018), deutsche Schauspielerin
- Margret Kiener Nellen (* 1953), Schweizer Politikerin (SP)
- Margret Kraul (* 1945), deutsche Pädagogin, Professorin und Hochschullehrerin
- Margret Kreidl (* 1964), österreichische Autorin
- Margrét Lára Viðarsdóttir (* 1986), isländische Fußballspielerin
- Margret Middell (* 1940), deutsche Bildhauerin und Grafikerin
- Margret Mönig-Raane (* 1948), deutsche Gewerkschafterin, Vorstandsmitglied von Ver.di
- Margret van Munster (1920–2010), deutsche Bühnen- und Filmschauspielerin
- Margret Rettich (1926–2013), deutsche Illustratorin und Kinderbuchautorin
- Margret Ruep (* 1950), deutsche Hochschulrektorin
- Margret Schwekendiek (* 1955), deutsche Autorin
- Margret Seemann (* 1961), deutsche Politikerin (SPD)
- Margret Skuballa (* 1987), deutsche Basketballnationalspielerin
- Margret Steenfatt (1935–2021), deutsche Schriftstellerin
- Margret Suckale (* 1956), deutsche Managerin
- Margret Thomann-Hegner (1911–2005), deutsche Malerin und Graphikerin
- Margrét Tryggvadóttir (* 1972), isländische Politikerin (Bürgerbewegung)
- Margret Voßeler (* 1957), deutsche Politikerin (CDU)
- Margret Wintermantel (* 1947), deutsche Wissenschaftlerin

### Doppelname
- Ann-Margret (* 1941), schwedisch-amerikanische Sängerin und Schauspielerin
- Ilse-Margret Vogel (1914–2001), deutsch-US-amerikanische Schriftstellerin
- Ruth-Margret Pütz (1930–2019), deutsche Sängerin (Sopran)

### Zwischenname
- Helga Margrét Thorsteinsdóttir (* 1991), isländische Siebenkämpferin